# Pace di Olomouc
La pace di Olomouc fu firmata tra il re d'Ungheria Mattia Corvino e quello di Boemia Ladislao II il 2 aprile 1479 a Olomouc e pose fine alla guerra di Boemia, che si trascinava da dieci anni.

## Contesto
Dopo che i Calixtini, la fazione moderata degli Ussiti, con i Compactata avevano trovato un accomodamento con la Chiesa cattolica, ci si volse contro i radicali Taboriti, che nel 1434 furono sconfitti nella battaglia di Lipan. Così ebbe termine la rivoluzione ussita.
Poco tempo dopo scoppiarono conflitti tra i cattolici austriaci, da una parte, e il partito nazionale del calixtini dall'altra.
Sotto la guida di Giorgio di Podebrady i Calixtini riuscirono a conquistare gran parte della Boemia, con la capitale Praga.
Dopo la morte precoce di Ladislao il Postumo, Giorgio di Podebrady, già reggente, ne divenne il successore sul trono di Boemia. Essendo egli ussita, fu il primo re europeo non cattolico.
Un anno dopo divenne papa il cardinale Enea Silvio Piccolomini, che prese il nome di Pio II e i rapporti tra utraquisti e Chiesa cattolica peggiorarono a vista d'occhio. Il papato cercò quindi la soluzione dei conflitti per via militare.
Così Giorgio di Podebrady si trovò contro un'alleanza fra gran parte della nobiltà cattolica boema, l'imperatore Federico III e il re d'Ungheria Mattia Corvino. Quest'ultimo era stato in precedenza aiutato nella sua ascesa al trono ungherese dal Podebrady contro Federico III.

## Il conflitto fra Ungheria e Boemia
Corvino diede inizio alla guerra di Boemia nel 1468, occupò gran parte della Moravia e il 3 maggio 1469, a Olomouc venne scelto come re di Boemia. Ora erano in due a contendersi il titolo di re di Boemia e il conflitto armato proseguì. Anche dopo la morte di Giorgio, il suo successore Ladislao II, nulla cambiò e il conflitto proseguì. Oramai alleato con Federico III, non riuscì ai boemi di sconfiggere il Corvino.

## La pace
Con l'armistizio di Breslavia dell'8 dicembre 1474, Ladislao dovette riconoscere la signoria di Corvino sulle terre vicine al nucleo boemo.
Con la pace di Olomouc Corvino rinunciò ad ulteriori pretese, ma tenne per sé la terre della Moravia, della Slesia e della Lusazia, come pure tenne il titolo di re di Boemia.
Le aspirazioni di chi fosse deceduto per primo, sarebbero state soddisfatte per quell'altro. Con questa definizione la unitarietà della corona boema sarebbe stata mantenuta, anche se per un certo periodo, avrebbe avuto due re.
Nel 1490 Ladislao II divenne re di tutta la Boemia e poté acquisire anche la corona ungherese.